# Hypocrisias fuscipennis
Hypocrisias fuscipennis är en fjärilsart som beskrevs av Hermann Burmeister 1878. Hypocrisias fuscipennis ingår i släktet Hypocrisias och familjen björnspinnare. Inga underarter finns listade i Catalogue of Life.